# Nearctaphis bakeri
Nearctaphis bakeri är en insektsart som först beskrevs av Cowen 1895.  Nearctaphis bakeri ingår i släktet Nearctaphis och familjen långrörsbladlöss. Inga underarter finns listade i Catalogue of Life.